# فرشته سپید (فیلم ۱۹۳۶)
فرشته سپید (انگلیسی: The White Angel) یک فیلم درام تاریخی به کارگردانی ویلیام دیترله است که در سال ۱۹۳۶ منتشر شد.

## بازیگران
- کی فرانسیس
- ایان هانتر
- دونالد وودز
- نایجل بروس
- دونالد کریسپ
- هنری اونیل
- جورج کورزون
- ایلی مالیون
- مونتاگو لاو
- تمپه پیگوت
- گاردنر جیمز
- کرافورد کنت
- جی. گانیس دیویس
- لان پاف
- سی. مانتگیو شا
- زِفی تیلبری